# Stimatore
In statistica uno stimatore (puntuale) è una funzione che associa ad ogni possibile campione un valore del parametro da stimare. È una funzione di un campione di dati estratti casualmente da una popolazione.
Il valore assunto dallo stimatore in corrispondenza di un particolare campione è detto stima.
Uno stimatore puntuale è dunque una variabile casuale funzione del campione, a valori nello spazio parametrico (ossia nell'insieme dei possibili valori del parametro).

## Proprietà desiderabili per uno stimatore
In generale, non si dispone di un criterio per determinare quale stimatore per una data quantità sia il migliore. Nell'ambito della statistica classica, tuttavia, è stata proposta una serie di proprietà considerate desiderabili per uno stimatore.
In primo luogo, un buono stimatore dovrebbe fornire stime che si avvicinano al valore del parametro da stimare, ossia l'errore che commettiamo assumendo che il valore del parametro sia eguale alla stima dev'essere piccolo. Non conoscendo il valore del parametro non siamo in grado di quantificare l'errore commesso per una particolare stima, possiamo però quantificare lo scostamento medio tra la variabile casuale stimatore e il parametro. La bontà di uno stimatore è infatti valutata sulla base di proprietà quali la correttezza, la correttezza asintotica, la consistenza e l'efficienza che sono legate a tale scostamento medio.
In termini più precisi, se con {\displaystyle \mu } indichiamo il parametro da stimare e con {\displaystyle {\hat {\mu }}(Y)} lo stimatore, funzione del campione {\displaystyle Y,} possiamo calcolare il valore atteso dello scostamento tra stimatore e parametro, detta distorsione (anche detta, con termine inglese, bias):
{\displaystyle {\textrm {E}}\left[{\hat {\mu }}(Y)\right]-\mu }
e l'errore quadratico medio
{\displaystyle {\textrm {E}}\left[({\hat {\mu }}(Y)-\mu )^{2}\right]}.
Queste sono le principali quantità usate per valutare la bontà di uno stimatore nel senso che quanto più piccole sono, tanto migliore è lo stimatore.
Più in generale, le proprietà desiderabili per uno stimatore sono:
- Correttezza
- Consistenza
- Efficienza
- Sufficienza
- Completezza
- Ancillarità

## Esempio
Siamo interessati a conoscere la statura media della popolazione residente femminile italiana adulta (con ciò intendendo le persone di età maggiore di 18 anni). La popolazione è pertanto l'insieme degli {\displaystyle N} individui di genere femminile residenti in Italia aventi età maggiore di 18 anni. Se {\displaystyle x_{1},\ldots ,x_{N}} sono le loro altezze, il parametro da stimare è {\displaystyle \ \mu ={\textrm {E}}[x_{i}]}.
Non potendo osservare l'intera popolazione non conosciamo il valore di {\displaystyle \mu }, quindi per inferire su tale valore osserviamo un sottoinsieme di 1000 unità dalla popolazione (campione) scelte in modo che ciascun individuo nella popolazione abbia la stessa probabilità di essere incluso nel campione. Per ciascuna unità del campione misuriamo l'altezza, ottenendo così la sequenza {\displaystyle y_{1},\ldots ,y_{1000}}.
Uno stimatore ragionevole per {\displaystyle \ \mu } è allora la media aritmetica delle {\displaystyle y_{i}}:
{\displaystyle {\hat {\mu }}={\frac {1}{1000}}\sum _{i=1}^{1000}y_{i}}.